# 郡司章
郡司 章（ぐんじ あきら、1906年7月31日 - 2003年12月24日）は、日本の実業家。栃木県出身
。

## 職歴
1930年　慶応義塾大学経済学部卒業。同年、三井物産株式会社へ入社。本店営業部勤務。
1939年　三井物産㈱　シアトル出張所木材掛長。
1942年　三井物産㈱　木材商務課長
1944年　三井物産㈱を退職。三井木材工業株式会社の創立に伴い入社。本店工務部業務課長、本店工務部次長を歴任。
1945年　三井木材工業㈱　木古内工場次長兼総務課長
1947年　三井木材工業㈱　本店営業部次長
1948年　三井木材工業㈱　貿易部長兼本店営業部次長
1952年　本店営業部長(役員待遇)、取締役兼営業部長を歴任
1954年　三井木材工業㈱は、第一物産㈱と合併により第一物産㈱木材部長
　　　　　1959年2月に第一物産㈱社名を三井物産㈱に変更
1961年　三井物産㈱　取締役兼木材部長
1964年　三井物産㈱　取締役参与
1965年　三井物産㈱　代表取締役常務取締役　　　　
　　　　　㈱三井木材建材センター代表取締役社長
1968年　三井物産㈱　顧問
1968年　三井木材工業㈱　代表取締役会長 

## 公職歴
1950年　日本木材輸入協会　副会長
1952年　通商産業省　農水産物輸出会議　木材専門委員
1953年　通商産業省　輸出検査審議会　専門委員
　　　　　北洋材協会　理事
1954年　北洋材輸入協会代表理事
1956年　社団法人全国木材組合連合会　理事副会長
1957年　農林省林野庁　木材防疫懇談会委員　　　　
　　　　　日本南洋材協議会副会長
1958年　東京港木材台風対策委員会委員長
1959年　東京港貯木場増設促進協議会会長　　　　
　　　　　全国港湾貯木施設促進協議会副会長
1960年　社団法人日本海運集会所仲裁委員
1961年　北洋材教会　会長　　　　
　　　　　日本合板輸出組合副理事長　　　　
　　　　　全国港湾貯木施設促進協議会会長　　　　
　　　　　日本木材輸出組合副理事長
1963年　日本木材輸入協会　会長　　　　
　　　　　森林資源総合対策協議会　理事
1964年　日本米材協議会会長
1966年　熱帯林業協会理事
1967年　ソ連極東森林資源開発合同委員会委員
1969年　財団法人林政総合調査研究所理事　
1970年　日本外材総合需給協議会会長　　　　
　　　　　通商産業省貿易会議輸入会議委員
1972年　農林省林野庁　中央外材需給検討会　中央委員　　　　
　　　　　通商産業省輸出入取引審議会委員
1974年　日本木材輸入協会　名誉会長
1975年　農林省林野庁　木材需給対策中央協議会　中央委員
1978年　財団法人日本住宅・木材技術センター評議員
1980年　日本木材輸入協会　名誉顧問　　　　
　　　　財団法人林政総合調査研究所理事評議員

## 賞罰
1968年　木材貿易功労者として藍綬褒章受賞
1971年　木材利用合理化推進の功により経済企画庁長官より表彰を受く
1977年　勲三等瑞宝章受章